# Four Sided Triangle

Four Sided Triangle este un film SF britanic din 1953 regizat de Terence Fisher pentru Hammer Film Productions. În rolurile principale joacă actorii Stephen Murray, Barbara Payton și James Hayter.

## Prezentare
Bill (Stephen Murray) și Robin, ajutați de prietena lor din copilărie, Lena (Barbara Payton), realizează un "replicator", care poate duplica exact orice obiect. Bill, cu inima zdrobită atunci când Lena se căsătorește cu Robin, o convinge să îi permită să o duplice, astfel încât să poate avea o copie a ei doar pentru el. Experimentul, inițial considerat un succes, pare să fi funcționat foarte bine din moment ce duplicatul Helenei este copia exactă a celei care-l iubește tot pe Robin, și nu pe Bill. Dar Bill speră să remedieze situația, cu un alt experiment radical. 

## Actori
- Barbara Payton (Lena Maitland/Helen)
- James Hayter (Dr. Harvey)
- Stephen Murray (Bill Leggat)
- John Van Eyssen (Robin Grant)
- Percy Marmont (Sir Walter)
- Glyn Dearman (Bill copil)
- Sean Barrett (Robin copil)
- Jennifer Dearman (Lena copil)
- Kynaston Reeves (Lord Grant)
- John Stuart (Solicitor)
- Edith Saville (Lady Grant)